# Jhonatan Cañaveral
Cañaveral  Vargas est un nom espagnol. Le premier nom de famille, en général paternel, est Cañaveral ; le second, en général maternel, souvent omis, est Vargas.
Jhonatan Cañaveral Vargas (né le 2 novembre 1996 à Pereira) est un coureur cycliste colombien.

## Biographie
En 2014, Jhonatan Cañaveral se distingue avec la sélection colombienne en obtenant deux podiums sur des étapes du Tour de l'Abitibi, manche de la Coupe des Nations Juniors (moins de 19 ans). 
En 2016, il commence à courir en Espagne avec le club Telco'm-Ginex. Bon puncheur, il s'impose à deux reprises au Pays basque et obtient diverses places d'honneur. Ses bons résultats lui permettent d'intégrer l'équipe Wilier Triestina-Southeast en tant que stagiaire. Il ne dispute cependant aucune course avec la formation italienne.
Lors de la saison 2017, il se classe troisième du championnat de Colombie sur route espoirs. Il court ensuite de nouveau chez les amateurs en Espagne, et remporte le classement général du Tour d'Alicante,.

## Palmarès sur route

### Par années
- 2016
  - Loinatz Proba
  - San Juan Sari Nagusia
  - 2e du Tour de Navarre
  - 2e du Gran Premio San Antonio
  - 2e du Premio Nuestra Señora de Oro
  - 3e de la Subida a Urraki
  - 3e du Trofeo San Antonio
- 2017
  - Classement général du Tour d'Alicante
  - 3e du championnat de Colombie sur route espoirs
- 2018
  - 8e étape du Tour du Costa Rica
  - 2e du Gran Premio Comité Olímpico Nacional
- 2019
  - 2e étape de la Vuelta a Boyacá

### Classements mondiaux
| Année                                 | 2018  | 2019 | 2020  |
| ------------------------------------- | ----- | ---- | ----- |
| Classement mondial                    | 1275e | 800e | 1354e |
| UCI Europe Tour                       | 829e  |      |       |
| UCI America Tour                      | 363e  | 94e  | 114e  |
|                                       |       |      |       |
| Légende : nc = non classéSource : UCI |       |      |       |

## Palmarès en VTT
- 2018
  - 2e du championnat de Colombie de cross-country espoirs
- 2021
  - 2e du championnat de Colombie de cross-country marathon